# Andrea Amati

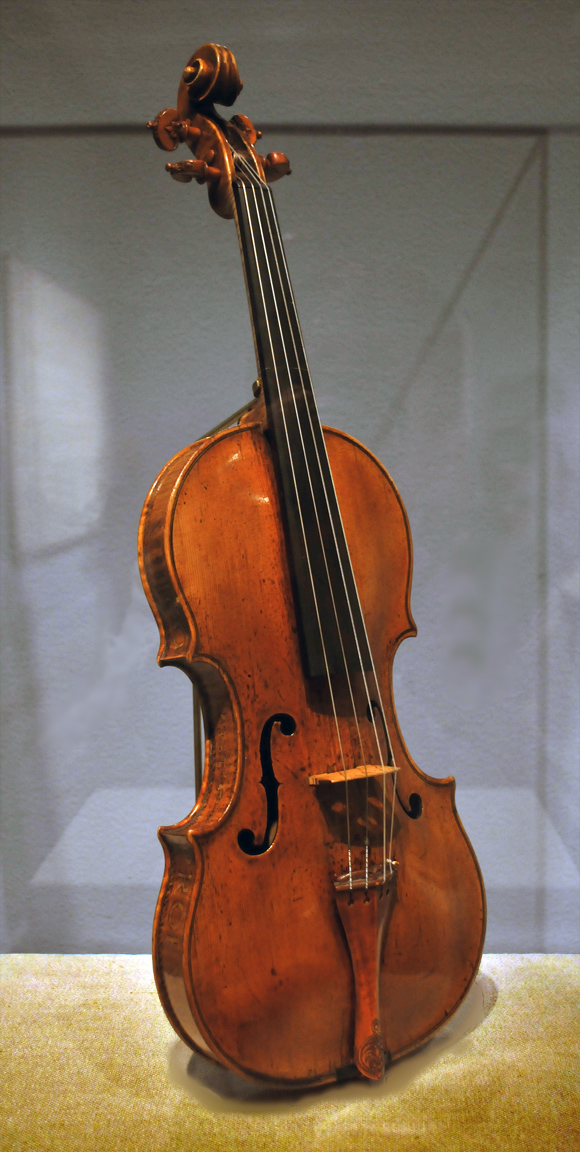
Aquest violí, que ara es troba al Metropolitan Museum of Art, pot haver format part d'un conjunt realitzat per al matrimoni de Felip II d'Espanya amb Elisabet de Valois el 1559, cosa que el convertiria en un dels primers violins coneguts existents.

Andrea Amati   (Cremona, 1505 - Cremona, 24 de desembre de 1577) era un luthier de Cremona, Itàlia. A Amati se li atribueix la fabricació dels primers instruments de la família del violí amb la forma de fulla de grèbol que es fan servir avui. Diversos dels seus instruments sobreviuen fins als nostres dies i alguns d'ells encara es poden tocar. Molts dels instruments supervivents es trobaven entre una partida de 38 instruments lliurats a Carles IX de França el 1564.

## Carles IX de França
Es calcula que Amati va fabricar uns 38 instruments entre 1560 i 1574 per a la reina regent de França Catalina de Mèdici en nom del seu petit fill, Carles IX de França ; un d'ells era un violí baix daurat, elaboradament pintat amb símbols reials, anomenat El rei. Hi ha certa incertesa sobre la data exacta de la creació de l'instrument; La "etiqueta" del rei dona la data de 1572, però alguns estudiosos han proposat una data anterior. Gran part de la col·lecció va ser destruïda durant la Revolució Francesa, però algunes peces van ser recuperades per l'alumne de Giovanni Battista Viotti, MJB Cartier. Després va canviar de mans diverses vegades, essent primer adquirit pels germans Duport, Jean-Pierre i Jean-Louis. Segons la documentació de l'instrument, va ser comprat a Rembert Wurlitzer Co. el 1967 per Lawrence Witten. Actualment, el rei forma part de la col·lecció del National Music Museum de Vermillion, Dakota del Sud.

## Paper en el desenvolupament del violí modern
Basant-se en proves iconogràfiques i literàries, el violí es pot remuntar al 1520. No hi ha cap acord entre els estudiosos sobre el desenvolupament del primer violí. El rebec, el violí i el violoncel són testimoniats en els frescos de Gaudenzio Ferrari a l'església de Saronno i la Madonna del taronger a l'església de Vercelli. No obstant això, segons Sotheby 's:
"No es conserva cap precedent identificable per als instruments exquisidament refinats que Amati va fer a la comissió de Carles IX de França i del papa Pius V a partir del 1566 aproximadament. Tècnicament pot haver afegit una quarta corda a un parent més alt i més fort del violí que estava destinat a acompanyar música de ball. Artísticament ho va canviar tot ".
Sotheby's diu que "la brillantor d'Amati va elevar l'estatus del violí des de l'entreteniment d'un camperol fins a un embelliment adequat per a una cort reial.
Segons una biografia de Roger Hargrave, Amati és un dels millors candidats que els acadèmics han avançat com a l'inventor del violí. Dels altres dos candidats que van nomenar un era Fussen nascut en una regió que ara forma part de l'actual Alemanya, l'altre candidat nomenat va ser Gasparo 'da Salo de Brescia.
Els instruments semblants al violí que existien quan Amati va començar la seva carrera només tenien tres cordes. A Amati se li atribueix la creació del primer instrument de violí de quatre cordes. Laurence Witten també enumera Amati i Gasparo 'da Salo, així com Pellegrino de' Micheli, també de Brescia; i Ventura di Francesco de 'Machetti Linarol, de Venècia. Els primers violins d'Amati eren més petits que els violins moderns, amb arcs alts, amplis i cossos elegantment corbats.
Els dos fills d'Andrea Amati, Antonio Amati i Girolamo Amati, també eren fabricants de violí altament qualificats, així com el seu net Nicolò Amati, que tenia més d'una dotzena d'aprenents molt considerats, incloent entre ells a Antonio Stradivari i Andrea Guarneri.

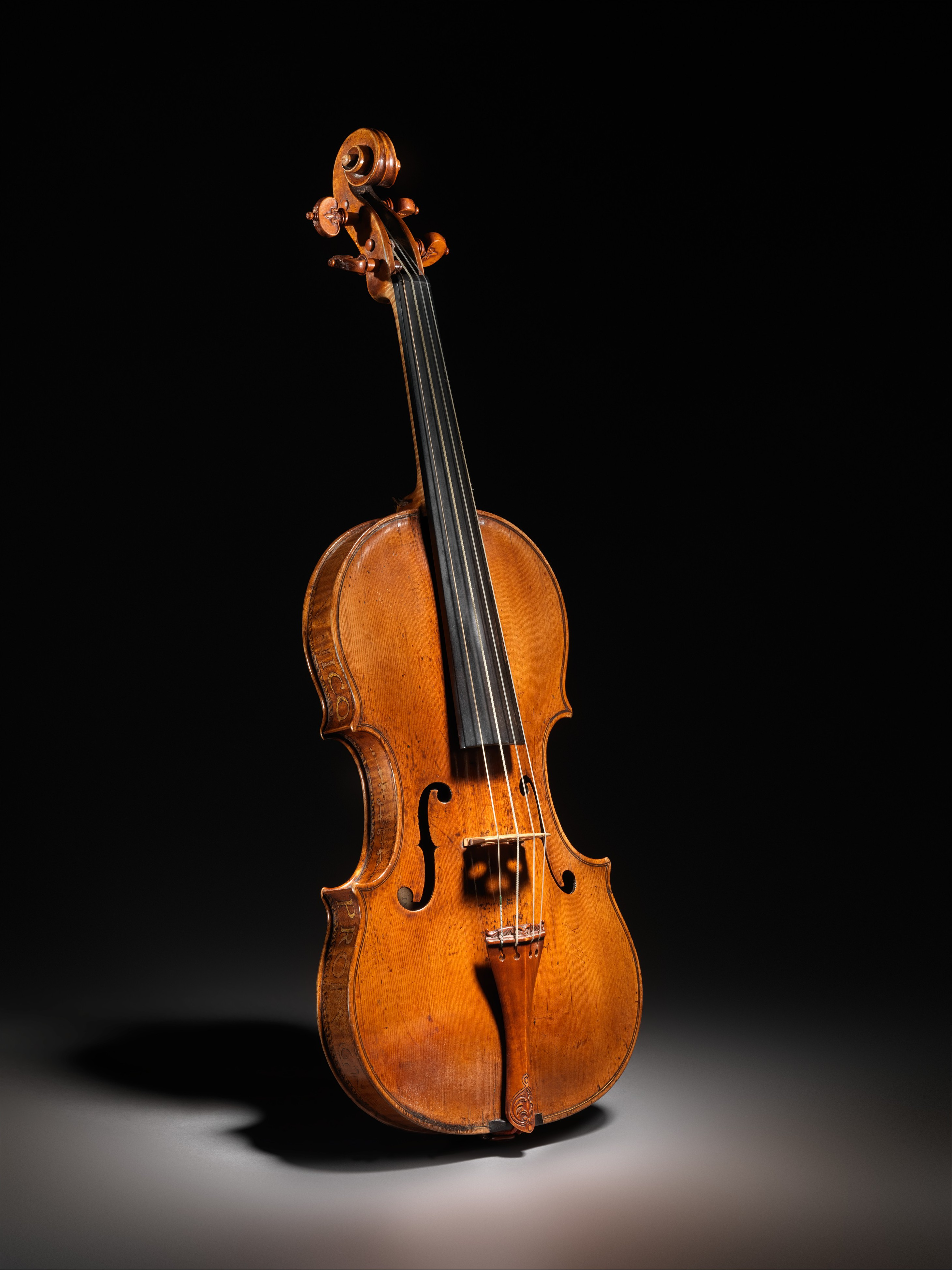
Ex-violí Kurtz al Metropolitan Museum of Arts (ca. 1560).